# NHK菖蒲久喜ラジオ放送所

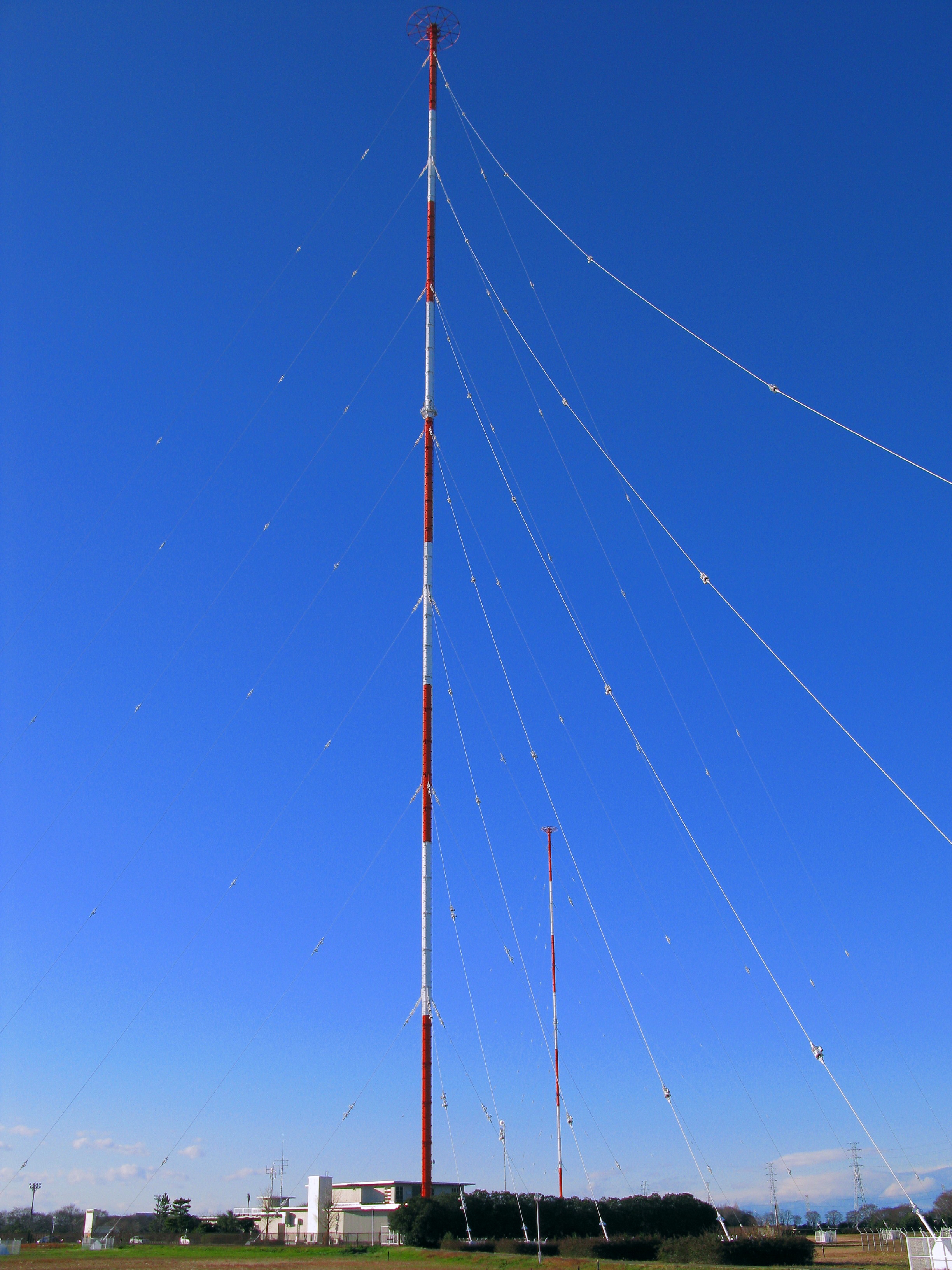
菖蒲久喜ラジオ放送所（第1放送送信アンテナ　紅白の鉄柱はアンテナ線を支える支柱）

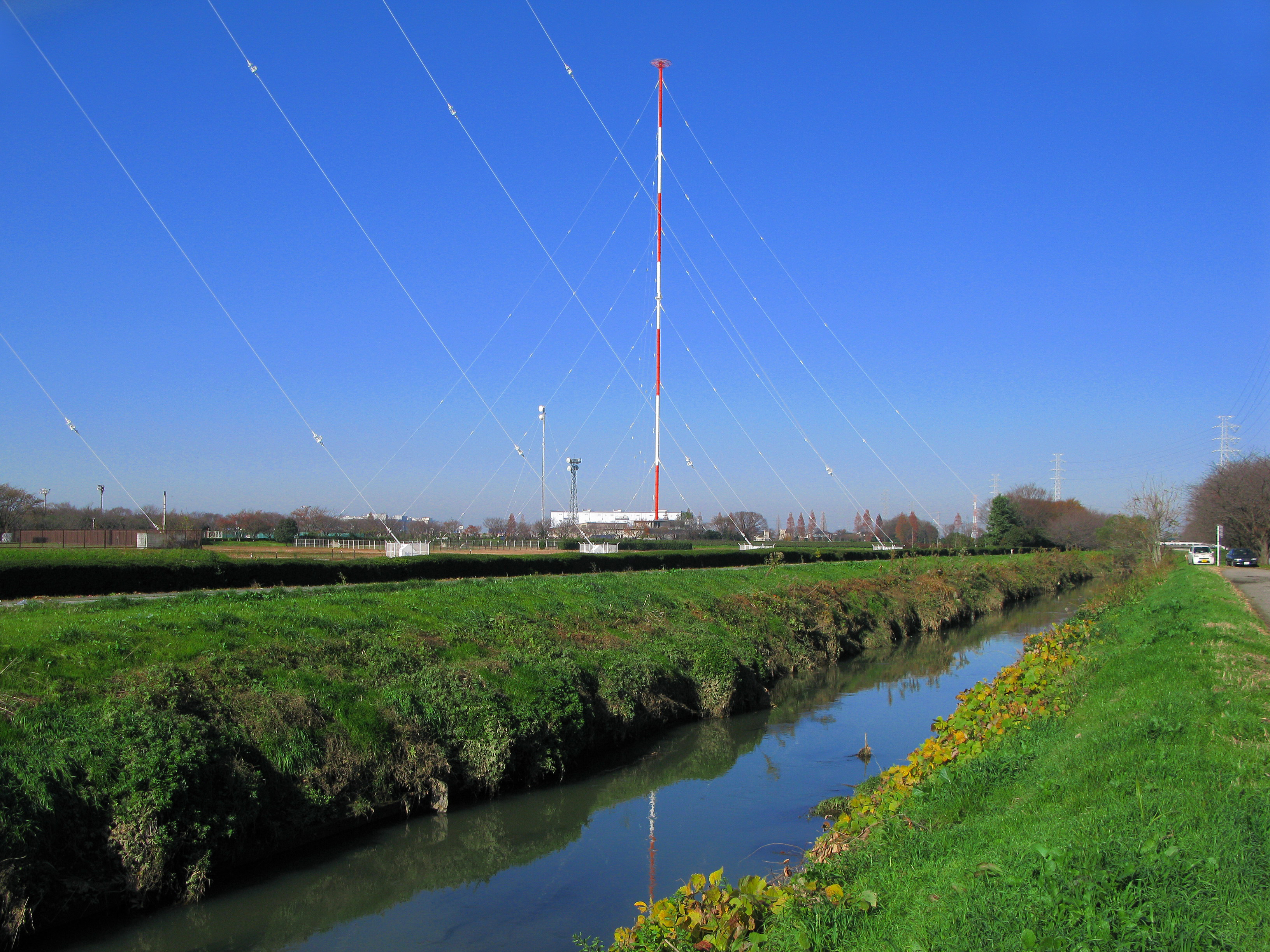
川を挟み第2放送送信アンテナを望む

NHK菖蒲久喜ラジオ放送所（エヌエイチケイしょうぶくきラジオほうそうじょ）は、埼玉県久喜市に所在する日本放送協会（NHK）が所有する送信所である。
NHK放送センターが管轄するラジオ第1放送とラジオ第2放送の送信所が所在する。

## 概要
前身は東京・芝の愛宕山にあった社団法人東京放送局で1938年に東京放送会館が出来るまで送信所も同居していた。その後出力増強から埼玉県川口市に送信所を移転、更なる出力増強のために現在地に再度移転した。
AMラジオ放送の送信所としては、日本でも最大規模・最大出力である。
敷地が、旧・南埼玉郡菖蒲町と久喜市にまたがっていたことから、名称に両地の名前が入っている。

年数回の大掛かりなメンテナンスによる減力放送や菖蒲久喜放送所からの放送が何らかの理由で行えなくなった際には、埼玉県さいたま市桜区新開に所在する平野原送信所（NHKはさいたま放送局管轄）から南東約500mにある「新開ラジオ放送所」より空中線電力10kWで放送が行われる。
施設の規模や重要性から職員や警備員が常駐し、夜間は第1放送側の敷地では全面的に屋外照明が照らされている。

## 沿革
- 1928年 - 東京放送局送信設備を「愛宕ラジオ放送所」（東京都港区）より「新郷ラジオ放送所」（埼玉県川口市）へ移転。1937年に第一放送の「川口ラジオ放送所」（埼玉県川口市）、1940年第二放送の「鳩ケ谷ラジオ放送所」（埼玉県川口市）を開設するも、戦況により第二放送は中止、「川口ラジオ放送所」が防圧放送（ジャミング）の発信局となり、通常放送は「新郷ラジオ放送所」からの送信となる。関東向けの開戦ニュースや玉音放送は「新郷ラジオ放送所」から放送された。
- 1963年 - 第1放送の放送所が再び「川口ラジオ放送所」となる。「新郷ラジオ放送所」跡地は日本文化放送協会（NCB）→文化放送（QR）の送信所に転用されている[3]。
- 1982年3月31日 - ラジオ第1放送設備を「川口ラジオ放送所」（埼玉県川口市）より移転、同時に出力を100kWから300kWに増力[2][4]。再開発により、跡地は2003年にSKIPシティとなる。
- 1983年3月24日 - ラジオ第2放送設備を「鳩ヶ谷ラジオ放送所」（埼玉県川口市）より移転、同時に出力を300kWから500kWに増力[5]。跡地には埼玉県立鳩ヶ谷高等学校が開校した。
- 1986年 - 川口ラジオ放送所跡地に川口予備放送所を新設。
- 1990年 - 放送衛星地球局（アナログ第2主局）運用開始。
- 2000年 - 放送衛星システムによる放送衛星地球局（BSデジタル放送）運用開始。
- 2002年 - 予備放送所を川口市からさいたま市桜区道場の平野原送信所の南東約500mの位置へ新設移転し、「新開ラジオ放送所」を設置する（川口予備放送所の敷地をSKIPシティに供すため）。
- 2004年 - 地上デジタルテレビTTL中継所（水戸・宇都宮ルート）運用開始。
- 2005年 - 地上デジタルテレビTTL中継所（前橋ルート）運用開始。
- 2008年 - ラジオ第2放送の送信機を全半導体型へ換装。
- 2010年 - 太陽電池発電装置の第1期整備が完成。運用を開始（出力：10kW）。
- 2012年8月8日 - 太陽電池発電装置が完成。出力：2MW（=2000kW）で、稼働を開始する。これにより、昼間の晴天時においては、当ラジオ放送所の全電力を、太陽光発電のみで賄えるようになった（余剰分は売電している）。

## 技術情報

### 送信所概要

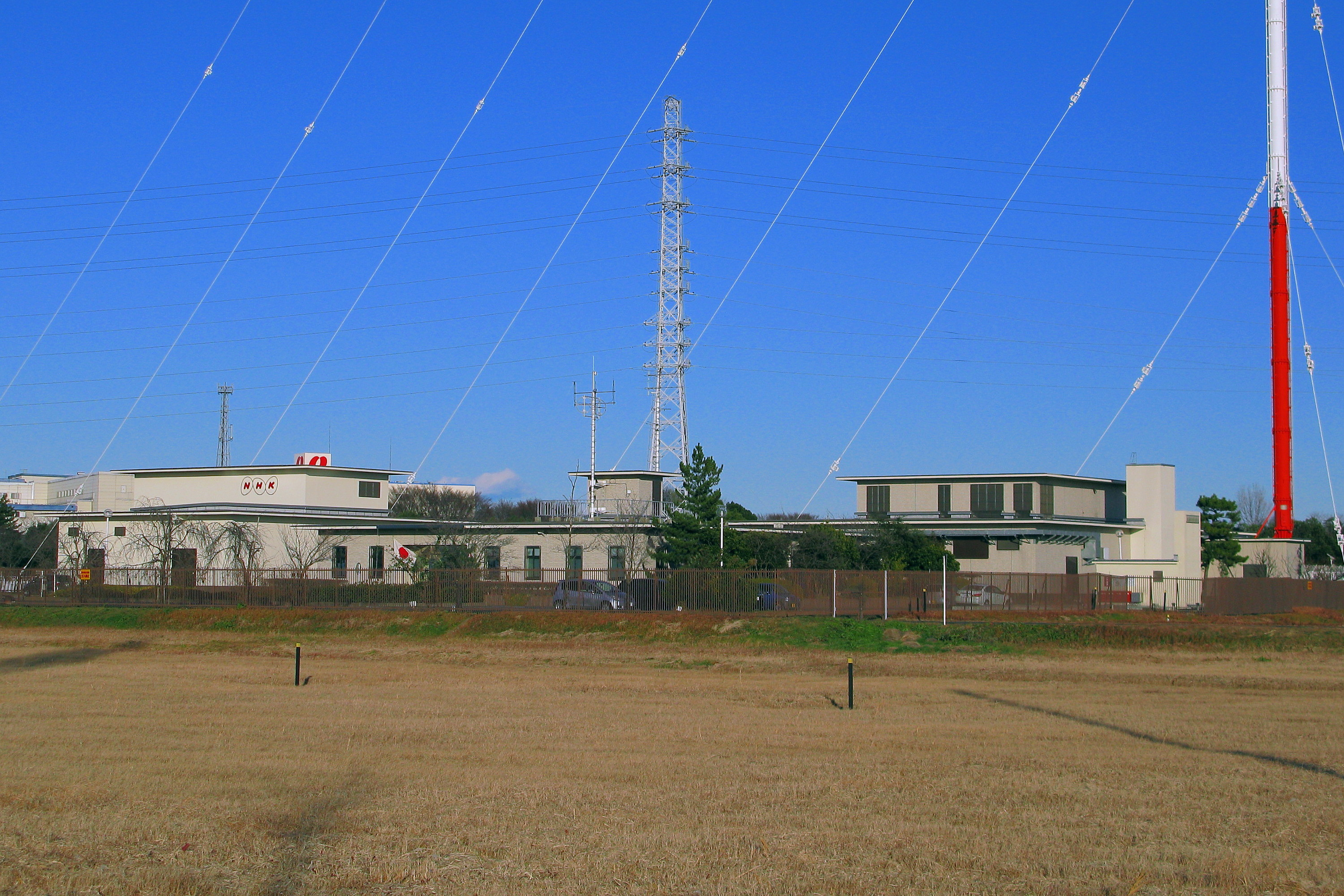
ラジオ第1放送所

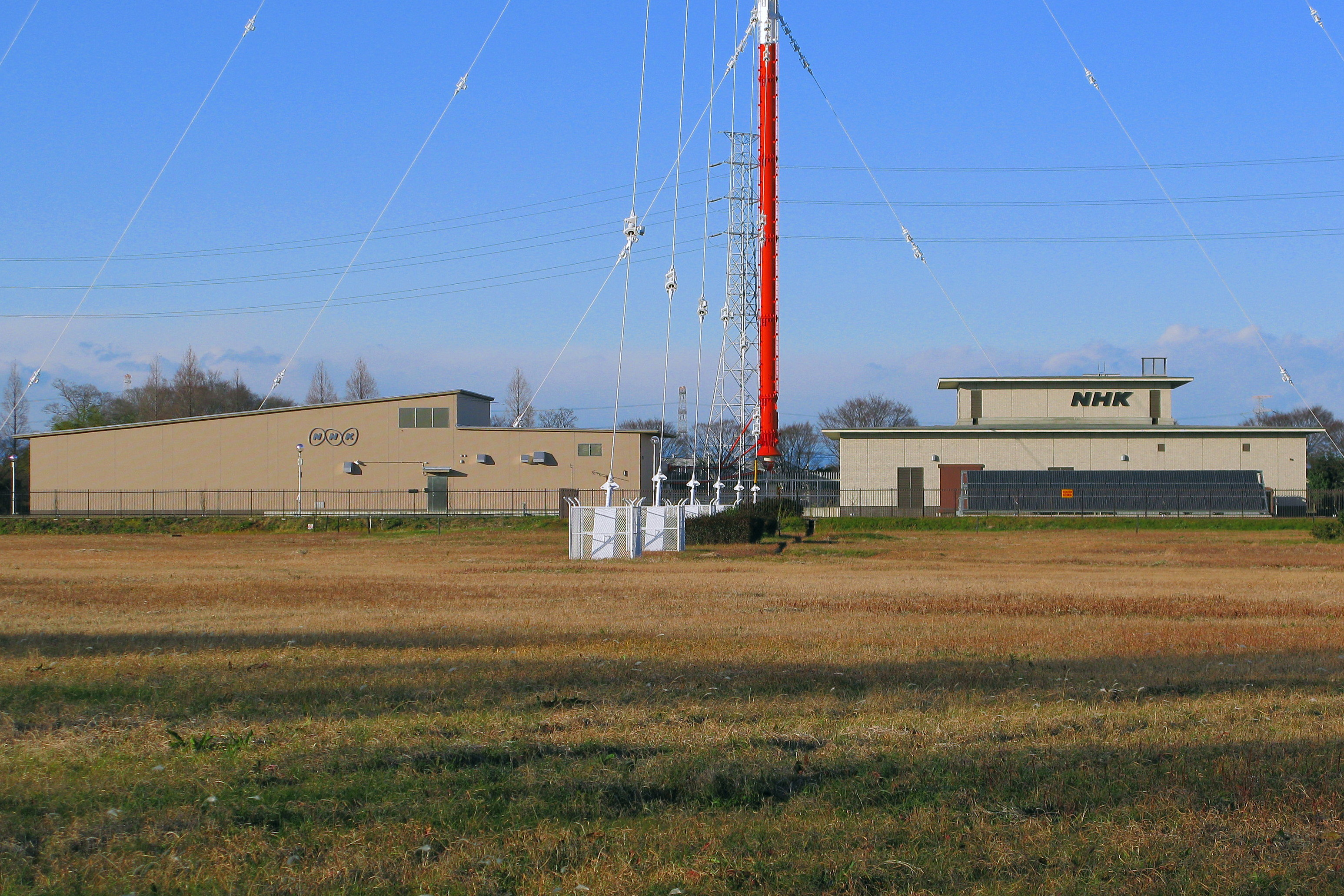
ラジオ第2放送所

#### AMラジオ放送送信設備
| 放送局名    | 呼出符号 | 周波数 （kHz） | 空中線 電力 | 放送対象地域 | 放送区域 内世帯数 |
| ----------- | -------- | -------------- | ----------- | ------------ | ----------------- |
| NHK東京 第1 | JOAK     | 594            | 300kW       | 関東広域圏   | 約1900万世帯      |
| NHK東京 第2 | JOAB     | 693            | 500kW       | 全国         | 約1900万世帯      |

- ラジオ第2放送の空中線電力は、250kW×2台の直列合成である。
- 送信アンテナの高さは第1放送が245m、第2放送が215mである。

### 概要
- パワーエレクトロニクスの進歩により、局用の大出力送信機のソリッドステート化が20世紀末頃から進んでいるが、当所は国内最大の大出力局であり、真空管を使っていた[2]。しかし2009年、新中期経営計画に盛り込まれた放送施設の温室効果ガス削減の一環として、大電力送信設備を、真空管をMOSFETに置換えた送信機などを含むデジタル処理を取り入れた設備に換装することを、プレスリリースで発表した[6]。これにより、電力効率を大幅に引き上げ、消費電力の削減による温室効果ガスの削減に貢献できるとしている（→NHK地球エコ・NHK教育テレビジョン#エコキャンペーンを参照）。
- ラジオ第1放送は、24時間放送が本格的に開始した1992年4月から2000年6月までは、一斉放送点検日（当初毎週月曜深夜、のちに1995年4月より毎月第2・4月曜深夜+春季・秋季の特定期間）は、全国共通で午前1時から5時を停波したが、同年7月以後は一応の点検日を設けているものの事件・事故などの大規模有事が起きた場合や地震・台風・豪雨などの天災による災害対策基本法が発生した場合の処置として、休止をするか否かは各局任意判断となった。そのため、菖蒲久喜放送所からの東京第1放送は停波はせず、予備の送信機（200kW、または状況により10kW）を利用しての減力放送で24時間放送を維持した。しかし、2008年9月22日深夜（9月23日未明）3時から5時、及び同12月9日深夜（12月10日）1時から3時にかけて、停波を伴う放送停止を行った。
- ラジオ第2放送は、2011年3月11日に発生した東北地方太平洋沖地震（東日本大震災）による節電に協力するため、同年3月19日から当面の間、10時-16時まで連日減力放送（2台ある250kW送信機の片方のみ稼動）を行う措置が採られていた（それ以外の時間帯は通常の500kW）。同年7月1日から9月22日までは、平日（祝日と重なる日も含む）のみ減力放送の時間帯を、8時50分 - 20時10分の間に拡大されていた（土日は10時 - 16時で変更はなかった）。

### 放送衛星アップリンク設備

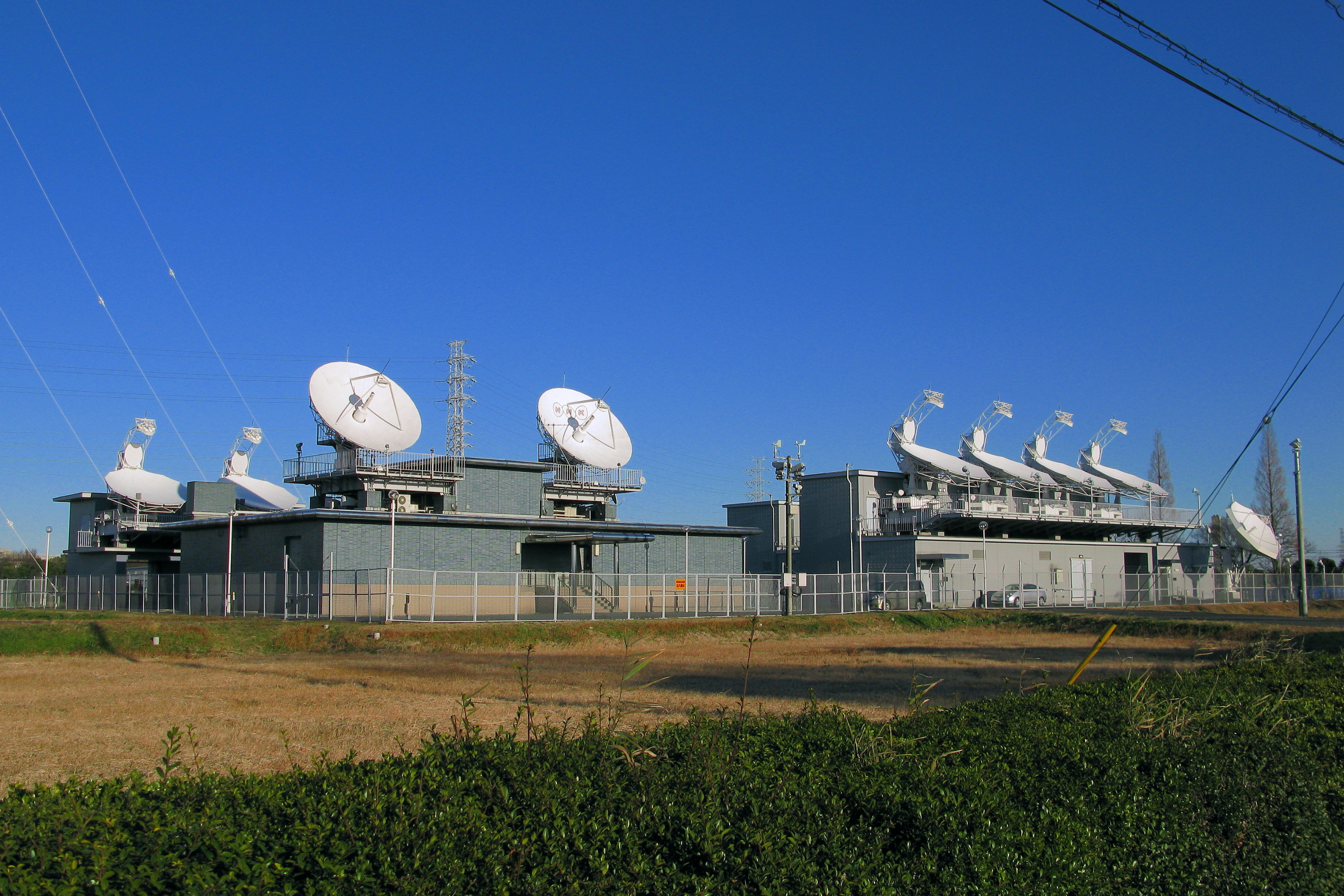
衛星放送地球局

NHK-BS（実用化試験ハイビジョン/BShi含む）とWOWOW（旧：日本衛星放送）のBSアナログ放送および、放送衛星システムが受託放送事業者として行う委託放送事業者のBSデジタル放送について、放送衛星へアップリンクを行うためのパラボラアンテナ等の送信設備がラジオ第1放送送信所側の敷地内にある。当地は副局であり、主局はNHK放送センター内に置かれている。気象や機器の状況によって、主局と副局の間で随時切替が行われている。なお、主局と副局の間には光ケーブルで結ばれている。
BSアナログ放送についても2007年11月1日より2局とも委託放送事業者へ移行（前日に放送免許廃止、ハイビジョンはそれ以前に終了）し、B-SATが受託している。ただし、アップリンク施設はもともとNHKとの共同所有である。

### 地上デジタル放送TTL中継所
北関東3県（群馬県・栃木県・茨城県）向けに地上デジタル放送TTL中継所が置かれている。このため、関東地方では東京スカイツリーに次いでテレビ放送における重要拠点となっている。

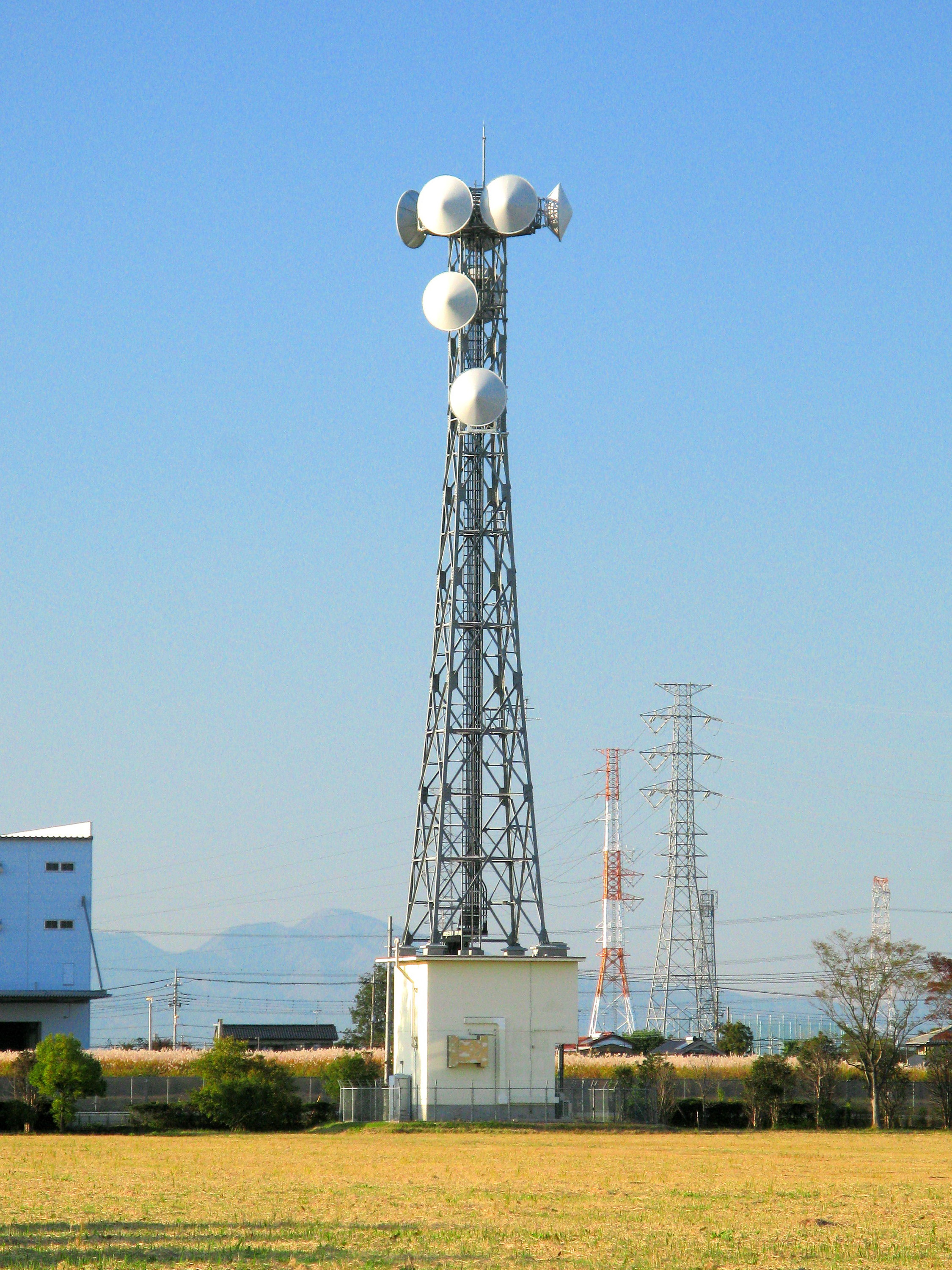
地上デジタル放送TTL中継所

## レクリエーション施設
- 管理建物内に施設の概要や放送の仕組みを簡潔に表したPRコーナーがあり、職員の解説の下で見学が可能（事前に放送所かさいたま放送局・NHK視聴者コールセンターへ問い合わせが必要）。
- 放送施設（送信所）として広大な敷地内には野球場とテニスコートが設置されており、久喜市内の在住・在勤・在学者に限って有料で利用することが出来る。利用するには、久喜市役所の生涯学習課または温水市民プール「アクレ」へ出向いて申し込む必要がある。

## 備考
- 当送信所は、ラジオ第1・第2放送ともに関東・甲信越を中心に、北は宮城県の一部地域、西は愛知県の一部地域まで約2000万の受信世帯をカバーする[2][9]。
- 本施設が所在する旧・南埼玉郡菖蒲町は久喜市および北葛飾郡の2町と2010年3月に合併を実施し新たに久喜市となったが、当施設名称は現状のまま維持されている。
- 国土地理院地図閲覧サービス（ウォッちず）から閲覧できる電子国土基本図には、本施設名及び電波塔の記載がないが[10]2万5000分の1地図情報には記載がある[11]。
- 当送信所を親局とする中波放送の中継局は長らく1か所も存在していなかったが、2013年3月31日に東京都小笠原諸島の父島・母島両地域においてFM波を使用した中継局が設置された[12]（周波数はラジオ第1放送は、82.6MHz、ラジオ第2放送は84.6MHz。ちなみにFM放送も同じ日に79.6MHzにて設置された）。
- また、送信アンテナの直下敷地では、電子機器の電磁環境試験などに供用されている[13]。